# Castello ducale di Joppolo
Il castello ducale di Joppolo, o palazzo Colonna, è un maniero settecentesco dai tratti medievali, situato nella Sicilia Occidentale in provincia di Agrigento, nel borgo di Joppolo Giancaxio.

## Storia e struttura

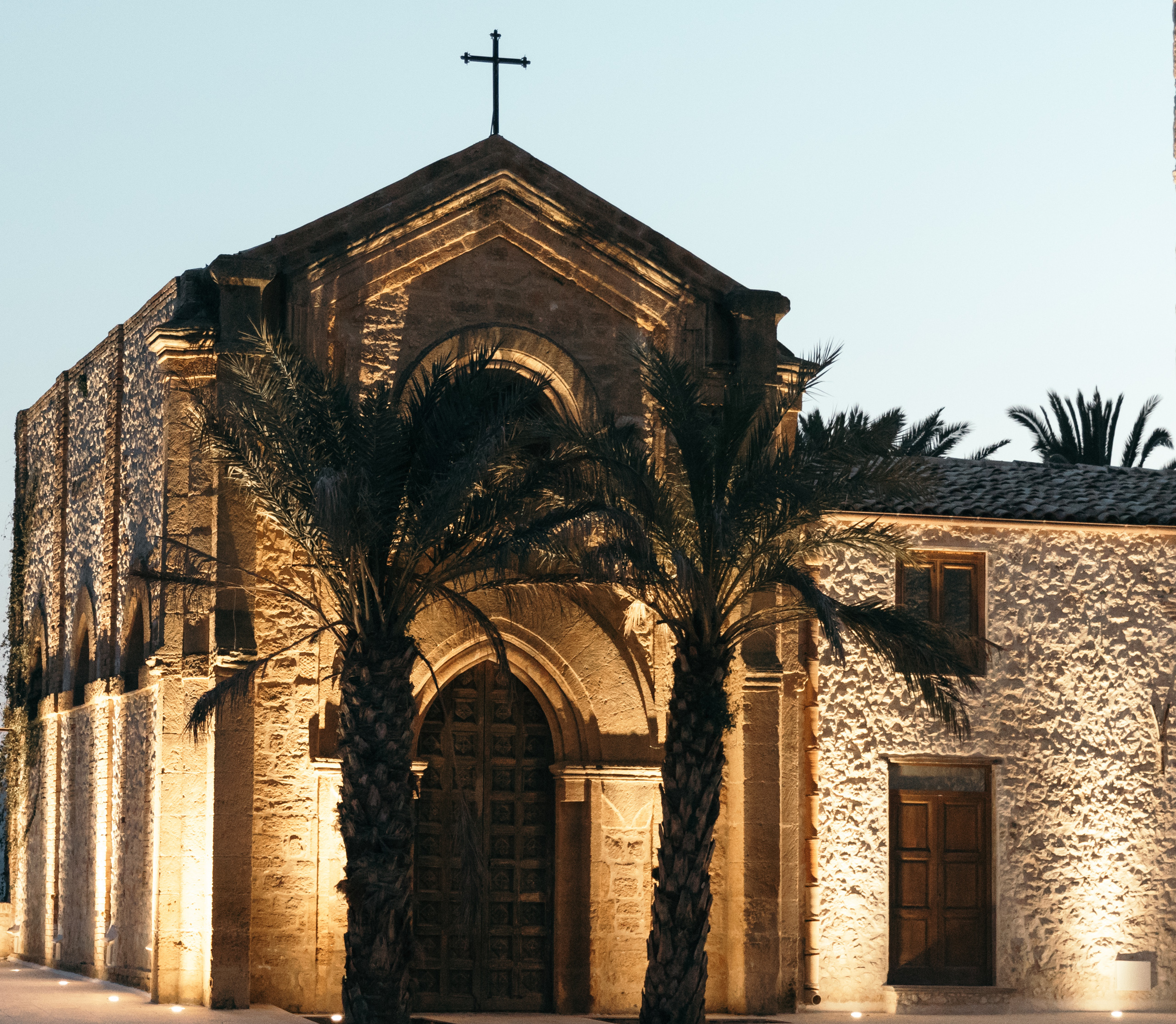
Cappella Castello Ducale Colonna

Voluto da Calogero Gabriele Colonna, venne ampliato e modificato nella struttura nel '800.
Il castello, collocato sul fianco di una rupe, sorto sulle rovine di una più antica fortezza trecentesca chiaramontano, è posto in posizione strategica ad un’altezza di 270 metri sul livello del mare.

### Il castello
Il maniero, di stile neogotico-mediterraneo, è stato costruito interamente con pietrame calcareo del luogo. Si deve all’architetto Francesco Paolo Palazzotto intorno al 1894 che dovette trasformare e riadattare una struttura preesistente. 

### La cappella
Costruita intorno al 1880, con blocchi di tufo arenario, in puro stile trecentesco chiaramontano, costituiva il luogo in cui i Colonna passando da Joppolo seguivano il sacro ufficio.